# アトル
株式会社アトルはメディパルホールディングスの100%子会社で、福岡市東区に本社を置き、九州・沖縄地区にて医療用医薬品等の卸売・販売を行う企業である。

## 沿革
- 1947年1月：九宏薬品株式会社として設立。
- 1986年4月：福岡県の川口屋、熊本県の岡崎薬品、宮崎県の堺薬品、鹿児島県の林薬品の四社が合併、株式会社ユニックを発足。
- 1990年4月：ユニックと佐賀県の西部薬品が合併。
- 1991年10月：ユニックと福岡県の西野回生堂が合併。
- 1996年4月：ユニックと大分県の藤澤薬品が合併。
- 1999年10月：九宏薬品とユニックが合併。株式会社アトルを設立。
- 2000年11月：東京都のクラヤ三星堂（現・メディセオ）、広島市のエバルスと業務提携。
- 2002年10月1日：東京都及び神奈川県における営業権をクラヤ三星堂に譲渡。
- 2004年4月：株式交換制度によりクラヤ三星堂の完全子会社に。更に同年10月、クラヤ三星堂の会社分割により持株会社として発足したメディセオホールディングス（現・メディパルホールディングス）の完全子会社となる。
- 2006年4月：製品部事業を会社分割し、子会社のアトルファーマへ継承。
- 2008年1月：沖縄県の那覇薬品の株式を60%取得し子会社化、アトル那覇薬品に商号変更。
- 2009年3月：アトル那覇薬品の全株式を取得し完全子会社化。
- 2009年10月：アトル那覇薬品を吸収合併し、新たに沖縄支社を開設。
- 2010年4月：動物用医薬品卸事業と食品・食品添加物等卸事業を会社分割により丸善薬品へ譲渡（丸善薬品は同日、エバルスアグロテックを吸収合併し、MPアグロに商号変更）。

## 事業所
- 福岡営業部 - 福岡本社、医薬営業本部、福岡支店、福岡病院支店、福岡中央支店、福岡中央病院支店、福大支店、西福岡支店、二日市支店、前原支店、宗像支店、対馬支店（長崎県）、福岡試薬支店、A&F営業本部
- 筑後営業部 - 久留米支店、久留米病院支店、筑後支店、大牟田支店
- 北九州営業部 - 小倉支店、北九州病院支店、八幡第一支店、八幡第二支店、筑豊支店、田川支店、行橋支店
- 佐賀営業部 - 佐賀支店、武雄支店、唐津支店、鳥栖支店、壱岐事務所（長崎県）
- 長崎営業部 - 長崎支店、佐世保支店、大村支店
- 熊本営業部 - 熊本第一支店、熊本第二支店、熊本病院支店、玉名支店、八代支店、大津支店、人吉支店、天草支店
- 大分営業部 - 大分第一支店、大分第二支店、別府支店、中津支店、日田支店、佐伯支店、トスメック支店
- 宮崎営業部 - 宮崎第一支店、宮崎第二支店、宮崎病院支店、都城支店、延岡支店、日南支店、小林支店、日向支店
- 鹿児島営業部 - 鹿児島第一支店、鹿児島第二支店、鹿児島病院支店、鹿屋支店、川内支店、国分支店、大島支店
- 沖縄支社 - 沖縄支店、沖縄試薬支店

## 主な出来事
- 2010年代後半、九州地方の大手医薬品卸5社は国立病院機構が発注した医薬品の入札で談合。後に、これが発覚して5社は公正取引委員会から独占禁止法違反で計約6億円の課徴金納付命令を受けた。当初、5社の他にアトルもこの談合に加わっていたとされたが、課徴金減免制度に基づき違反を自主申告したと見られ、処分案は通知されなかった[2]。ただし、厚生労働省はアトルに対し2023年4月から4.5カ月間の指名停止（他社の半分の期間）を行ったほか[3]、地方自治体もそれぞれの基準で指名停止を行った[4][5]。